# Chris Corning
Chris Corning (* 7. September 1999 in Silverthorne) ist ein US-amerikanischer Snowboarder. Er startet in den Disziplin Slopestyle und Big Air.

## Werdegang
Corning nimmt seit 2014 an Wettbewerben der Ticket to Ride World Snowboard Tour und der FIS teil. Dabei erreichte er in der Saison 2014/15 bei der U.S. Revolution Tour in Seven Springs den dritten Platz und in Copper Mountain den zweiten Rang. Sein Weltcupdebüt hatte er im Februar 2015 in Park City, welches er auf dem 31. Rang beendete. Im März 2015 wurde er US-amerikanischer Meister im Slopestyle. Zu Beginn der Saison 2015/16 holte er in Cardrona seinen ersten Weltcupsieg. Im weiteren Saisonverlauf siegte er bei der U.S. Revolution Tour in Winter Park und belegte beim Weltcup im Bokwang Phoenix Park in Pyeongchang den zweiten Platz. Zum Saisonende kam er auf den zweiten Platz im Freestyle-Weltcup und auf den ersten Rang im Slopestyle-Weltcup. Bei den Snowboard-Juniorenweltmeisterschaften 2016 auf der Seiser Alm gewann er im Slopestyle und im Big Air jeweils die Goldmedaille. Im April 2016 wurde er erneut US-amerikanischer Meister im Slopestyle. In der Saison 2016/17 kam er bei sieben Weltcupteilnahmen, viermal unter die ersten Zehn. Dabei siegte er im Slopestyle in Špindlerův Mlýn und belegte zum Saisonende den zehnten Platz im Freestyle-Weltcup. Bei den Snowboard-Weltmeisterschaften 2017 in Sierra Nevada holte er die Bronzemedaille im Slopestyle und die Silbermedaille im Big Air. Ende März 2017 holte er bei den Snowboard-Juniorenweltmeisterschaften 2017 in Špindlerův Mlýn die Goldmedaille im Slopestyle. Nach Platz vier im Slopestyle beim Weltcup in Cardrona zu Beginn der Saison 2017/18, siegte er im Big Air in Mailand und im Slopestyle auf der Seiser Alm und belegte in Copper Mountain den zweiten Platz im Big Air. Er gewann damit den Freestyle-Weltcup, den Slopestyle-Weltcup und den Big Air Weltcup. Außerdem errang er bei der Winter Dew Tour in Breckenridge und bei den Burton US Open in Vail jeweils den zweiten Platz im Slopestyle. Bei den Winter-X-Games 2018 in Aspen wurde er Sechster im Slopestyle und Fünfter im Big Air und holte bei den X-Games Norway 2018 in Fornebu die Bronzemedaille im Big Air. Im Februar 2018 belegte er bei den Olympischen Winterspielen in Pyeongchang den 17. Platz im Slopestyle und den vierten Rang im Big Air.
Zu Beginn der Saison 2018/19 holte Corning im Big Air in Cardrona seinen fünften Weltcupsieg und errang in Modena den zweiten Platz im Big Air. Zudem siegte er im Slopestyle in Laax und belegte am Kreischberg den zweiten Platz und gewann damit wie im Vorjahr den Freestyle und den Slopestyle-Weltcup. Im Big-Air-Weltcup wurde er Zweiter. Bei den Winter-X-Games 2019 wurde er Zehnter im Slopestyle und Sechster im Big Air und holte bei den Snowboard-Weltmeisterschaften 2019 in Park City die Goldmedaille im Slopestyle. Nach Platz eins im Big Air in Cardrona zu Beginn der Saison 2019/20, kam er bei den X-Games Norway 2019 auf den vierten Platz im Big Air. Es folgten dritte Plätze im Weltcup in Modena und Peking und ein Sieg in Atlanta und gewann damit den Big-Air-Weltcup. Zudem wurde er Dritter im Freestyle-Weltcup. Bei den Winter-X-Games 2020 kam er auf den 18. Platz im Slopestyle und auf den neunten Rang im Big Air. In der Saison 2020/21 wurde er bei den Winter-X-Games 2021 Vierter im Big Air und belegte bei den Snowboard-Weltmeisterschaften 2021 den 20. Platz im Big Air und den 11. Rang im Slopestyle. Im folgenden Jahr belegte er bei den Winter-X-Games den achten Platz im Big Air und bei den Olympischen Winterspielen in Peking den siebten Platz im Big Air sowie den sechsten Rang im Slopestyle.

## Sportliche Erfolge

### Weltcupsiege
| Nr. | Datum             | Ort             | Disziplin  |
| --- | ----------------- | --------------- | ---------- |
| 1.  | 22. August 2015   | Cardrona        | Slopestyle |
| 2.  | 25. März 2017     | Špindlerův Mlýn | Slopestyle |
| 3.  | 11. November 2017 | Mailand         | Big Air    |
| 4.  | 17. März 2018     | Seiser Alm      | Slopestyle |
| 5.  | 8. September 2018 | Cardrona        | Big Air    |
| 6.  | 18. Januar 2019   | Laax            | Slopestyle |
| 7.  | 24. August 2019   | Cardrona        | Big Air    |
| 8.  | 20. Dezember 2019 | Atlanta         | Big Air    |